# CAGE (manga)
Pour les articles homonymes, voir Cage (homonymie).
CAGE (ケージ) est un manga hentai écrit et dessiné par Suehirogari.  Les 22 chapitres qui le compose ont été prépubliés dans le magazine Comic Hotmilk en 2005 puis regroupés en deux volumes publiés au Japon par Core Magazine. La série connaîtra une suite : Orunito.

## Synopsis
Deux sœurs commencent à travailler en tant qu'enseignante dans un lycée à priori tranquille mais elles se font rapidement piéger par un groupe d'étudiants qui compte les obliger à participer à des jeux sexuels divers et variés.